# فود کمیستری
فود کمیستری (به انگلیسی: Food Chemistry) ، نام یک ژورنال (نشریه) علمی در زمینه شیمی خوراک است که به صورت دوهفته‌نامه به زبان انگلیسی به چاپ می‌رسد.
این نشریه که ۲۴ بار در سال به‌دست ناشر السفیر انتشار می‌یابد، از سال ۱۹۷۶ کار خود را آغاز نموده است.